# Horst Hahne (Medailleur)
Horst Hahne (* 1940 in Frankfurt am Main) ist ein australischer Graveur, Medailleur und Designer deutscher Herkunft. Seine Signatur lautet „HH“.

## Leben
Er wurde nach dem Zweiten Weltkrieg eingeschult und erreichte seinen Schulabschluss 1955. Dann begann er seine Lehre in Typografischer Kunst und als Handgraveur bei Ludwig & Mayer, eine alt eingesessene Schriftgießerei in Frankfurt am Main. Neben seiner Lehre widmete er sich Studien in Typografischem Design. Nach dem Abschluss arbeitete er noch ein Jahr bei seinem Ausbilder als Handgraveur, bevor er 1959 nach Australien auswanderte.
In Australien lebte er von 1959 bis 1965 in Adelaide, Südaustralien und von 1965 bis 1998 in Canberra, Australisches Hauptstadtterritorium. In Canberra studierte er neben seiner beruflichen Arbeit von 1975 bis 1983 Figure & Portrait Drawing an der Canberra School of Art.
1996 wurde Horst Hahne die Public Service Medal (PSM) verliehen. Diese zivile Auszeichnung wird in kleiner Zahl an australische Staatsdiener für herausragende öffentliche Arbeit verliehen.
Nach seiner Pensionierung im Jahr 1998 verlegte Horst Hahne seinen Wohnsitz nach Brisbane, Queensland.

## Wirken
- 1959 bis 1965: Handgraveur zur Stempelanfertigung bei Griffin Press, einem Tochterunternehmen der The Advertiser (Adelaide) Ltd, Adelaide, Südaustralien.
- 1965 bis 1998: Arbeit als Staatsangestellter bei der Royal Australian Mint, der Staatsmünzanstalt Australiens in Canberra: 1965 Hand Engraver (Handgraveur) für die Herstellung von Münz- und Medaillenstempeln. 1969 Mint Craftsman IV (Graveurmeister). 1979 Chief Engraver (Hauptgraveur). 1987 Director of Design & Engraving. Am 1. Juli 1998 ging er in den Ruhestand.

Während seiner langen Karriere bei der Royal Australian Mint hat Horst Hahne als Designer und/oder Medailleur viele Münzen, Medaillen und Auszeichnungen für Australien und andere Staaten hergestellt. Bei seinen zahlreichen Dienstreisen nach Übersee kam er auch zurück in seine alte Heimat: 1983 und 1991 zum Besuch der Staatsmünze in Stuttgart sowie 1989 zu einer Münztechnikkonferenz in Hamburg und 1995 zu einer Münztechnikkonferenz in Wien.